# Grotte de Lascaux
Pour les articles homonymes, voir Lascaux.
La grotte de Lascaux, située dans la commune de Montignac-Lascaux dans le département français de la Dordogne en région Nouvelle-Aquitaine, dans la vallée de la Vézère, est l'une des plus importantes grottes ornées du Paléolithique supérieur par le nombre et la qualité esthétique de ses peintures et gravures, principalement des représentations d'animaux. Elle est parfois surnommée « la chapelle Sixtine de l'art pariétal », selon une expression attribuée à Henri Breuil,,, qui la nomme également « Versailles de la Préhistoire » ou « Altamira française ».
La datation des matériaux de la grotte fait débat et il n'est pas encore possible d'attribuer à une seule et même culture la réalisation des œuvres. La plupart des préhistoriens les attribuent néanmoins à la période du Magdalénien ancien, autour de 21 000 ans cal AP.
Redécouverte en 1940 et ouverte au public en 1948, la grotte de Lascaux a subi un certain nombre de dégradations, en particulier l'apparition de champignons due au changement des conditions climatiques régnant à l'intérieur. La grotte est fermée en 1963, seuls les scientifiques pouvant désormais y pénétrer. De nombreuses études, publications, et reproductions des œuvres, ainsi que la réalisation de fac-similés grandeur nature accueillant plus de cent mille visiteurs par an, font de Lascaux un des sites emblématiques de l'art préhistorique.

## Géographie et contexte géologique
La grotte est située dans le Périgord noir dans la vallée de la Vézère plus précisément dans la commune de Montignac-Lascaux (Dordogne), à une quarantaine de kilomètres au sud-est de Périgueux et à 25 kilomètres de Sarlat-la-Canéda.
Elle s'ouvre sur la rive gauche de la Vézère, dans une colline calcaire au sein de l'étage coniacien (Crétacé supérieur). Contrairement à de nombreuses autres grottes de la région, la grotte de Lascaux est relativement « sèche ». En effet, une couche de marne imperméable l’isole de toute infiltration d’eau, empêchant toute nouvelle formation de concrétion de calcite.

## Historique
Voir notamment les ouvrages d'Henri Breuil, de Norbert Aujoulat, et le Dictionnaire de Lascaux de Brigitte et Gilles Delluc.

### Lascaux avant la découverte de la grotte
Avant la découverte de la grotte, Lascaux (ou « Las Coutz », « La Coux », nom féminin dérivé de l’occitan cous ou cos, qui désigne un endroit pierreux) était le nom d'une seigneurie dont la présence est attestée au début du XVe siècle. Ce petit domaine noble comprenait un logis seigneurial, une métairie, un moulin, un colombier, des terres en labour, des vignes et la colline qui renfermait la grotte. Une description du domaine datée de 1667 indique le couvert paysager de la colline, constitué de vignes, de taillis, de châtaigniers, de genévriers et de bruyères. Le domaine noble changea de mains au fil des siècles, passant de la famille de Lascaux à celle du Cheylard, puis aux de Reilhac, aux Labrousse de Lascaux, puis finalement aux La Rochefoucauld-Montbel, propriétaires du domaine au moment de la découverte de la grotte. En 1972, les La Rochefoucauld cèdent la grotte à l'État.

### Découverte
Différentes versions de l’invention de la grotte de Lascaux ont été rapportées. Elles sont parfois contradictoires et souvent relatées de façon fantaisiste : découverte fortuite par un chien ou en jouant au ballon, exploration volontaire de la cavité déjà connue,. Celle-ci a été effectuée en deux temps, les 8 et 12 septembre 1940.
Selon la version la plus fréquemment racontée, le 8 septembre 1940, Marcel Ravidat découvre l'entrée de la cavité lors d'une promenade sur la commune de Montignac en Dordogne. Au cours de cette promenade, son chien Robòt poursuit un lapin qui se réfugie dans un trou situé à l'endroit où un arbre avait été déraciné : un orifice d'environ 20 cm de diamètre s'ouvre au fond de ce trou, impossible à explorer sans un travail de désobstruction. En jetant des pierres pour essayer de faire sortir le lapin, Marcel Ravidat constate que le trou communique avec une vaste cavité. Comme cela se situe à 500 mètres du château de Lascaux, il pense qu'il s'agit de la sortie d'un souterrain.
Quatre jours plus tard, le 12 septembre, Marcel Ravidat, muni d'un matériel de fortune (lampe à huile, coutelas) pour s'éclairer et élargir l'orifice découvert précédemment, revient sur les lieux accompagné cette fois de Georges Agniel,, Simon Coencas, Jacques Marsal. Les jeunes gens pénètrent ainsi une première fois dans la grotte et y découvrent les premières peintures. Après des visites quotidiennes et une première exploration du Puits, Jacques Marsal dévoile leur découverte à ses parents, qui s'étonnent de le voir revenir couvert de poussière. Ils avertissent Léon Laval, leur ancien instituteur à la retraite, le 16 septembre qui pense à une plaisanterie et préfère ne pas s'aventurer dans le trou mal dégagé. Léon Laval ne croit pas au départ à cette découverte mais il va dépêcher un de ses anciens élèves, George Estreguil qui lui va faire des dessins de la grotte. C’est à la vue de ces dessins que Léon Laval se dit : « Ils ne me racontent pas d’histoires ». Maurice Thaon qui réside dans un hôtel à Montignac entend parler de cette découverte, descend alors dans la cavité où il prend quelques croquis d'animaux. Il part en Corrèze (à Brive ou Cublac) rencontrer le préhistorien et abbé Henri Breuil, réfugié dans la région pour fuir l'occupant, pour lui relater la découverte et lui présenter les croquis. L'abbé Breuil est alors le premier spécialiste à visiter Lascaux, le 21 septembre 1940, en compagnie du chanoine Jean Bouyssonie et du docteur André Cheynier, bientôt suivis des préhistoriens Denis Peyrony et Henri Begouën.

### Études et relevés
Henri Breuil est le premier à authentifier la grotte et à la décrire sommairement. Il entreprend quelques relevés dès la fin de l'année 1940 et passe plusieurs semaines sur place pour étudier les œuvres qu’il attribue au Périgordien (voir Datation).
Après plusieurs années passées en Espagne, au Portugal et en Afrique du Sud, il revient en 1949 et entreprend une rapide fouille avec Séverin Blanc et Maurice Bourgon au pied de la scène du puits où il espère trouver une sépulture. Il y met au jour des pointes de sagaies décorées en bois de renne.
De 1952 à 1963, à la demande de Breuil, les relevés des gravures sont réalisés sur 120 m2 de calques par André Glory qui comptabilise 1 433 représentations (aujourd’hui, 1 900 sont répertoriées).
Par la suite, les représentations pariétales et leur environnement sont également étudiées par Annette Laming-Emperaire, André Leroi-Gourhan (et toute son équipe pluridisciplinaire, dont Brigitte et Gilles Delluc et Denis Vialou) et Norbert Aujoulat.

### Protections
La grotte est classée au titre des monuments historiques l'année même de sa découverte, par arrêté du 27 décembre 1940. Les parcelles de terrain où se trouve la grotte ou voisines de celle-ci sont classées au titres des monuments historiques par trois arrêtés successifs du 27 décembre 1940, puis du 8 mai et du 5 septembre 1962.
En octobre 1979, elle est inscrite par l'Unesco au patrimoine mondial de l'humanité parmi différents sites préhistoriques et grottes ornées de la vallée de la Vézère.

### Exploitation touristique et problèmes de conservation
Lors de la découverte, Henri Breuil demande aux jeunes découvreurs de garder la grotte jour et nuit pour y éviter toute dégradation. Ils installent à cet effet un campement de toile près de l'entrée mais cela ne les empêche pas de faire payer l'entrée de la grotte deux francs. Les premiers visiteurs n'hésitent pas à gratter la peinture ou graver leurs initiales sur les parois. Le propriétaire de la grotte, le comte de La Rochefoucauld-Montbel, fait poser une porte dès la fin de l'hiver puis entreprend en 1947 de lourds travaux d’aménagement destinés à la rendre accessible au public : l’entrée de la cavité entièrement obstruée fait l’objet d’importants terrassements qui modifient le niveau et la nature des sols. Les travaux dans la zone du porche détruisent le cône d’éboulis protecteur qui jouait le rôle de tampon thermique et hygrothermique ; une porte monumentale en bronze fermant un sas maçonné ainsi que des escaliers en pierre pour descendre dans la Salle des Taureaux sont installés ; le niveau des sols est abaissé pour dessiner un cheminement de visite et un éclairage électrique installé pour accompagner le parcours. Les travaux sont confiés à Yves-Marie Froidevaux, architecte en chef des monuments historiques. Le site est ouvert au public le 14 juillet 1948.
L'instituteur Léon Laval, devenu délégué des monuments historiques, est le premier conservateur de la grotte de Lascaux jusqu'en 1948.
L'engouement du public est tel qu'un million de personnes visitent la grotte entre 1948 et 1963.
Malgré l'installation de cette porte pour limiter le danger de déséquilibre atmosphérique et la présence d'appareils de climatisation, le problème du conditionnement de l'air n'a pu être résolu.

#### Acidification des parois, «maladie verte» et «maladie blanche»
Dès 1955, les premiers indices d'altération sont constatés. Ils sont dus à un excès de dioxyde de carbone induit par la respiration des visiteurs, qui provoque une acidification de la vapeur d'eau expirée corrodant les parois. En 1957 est mis en place un premier système destiné à régénérer l'air ambiant et à stabiliser la température et l'hygrométrie. Les visites continuent pourtant à se succéder au rythme effréné de plus de 1 000 touristes par jour, dégageant environ 2 500 litres de dioxyde de carbone et 50 kg de vapeur d’eau dans une cavité dont le volume est relativement faible, de l’ordre de 1 500 m3. André Glory, qui effectue des relevés durant cette période, doit travailler la nuit pour ne pas perturber le rythme des visites.
En 1960, la « maladie verte » fait son apparition : les émanations de dioxyde de carbone liées aux visites, une température trop élevée et les éclairages artificiels permettent la dissémination de colonies d'algues sur les parois. L’enrichissement de l’atmosphère en dioxyde de carbone génère la « maladie blanche », un voile de calcite qui se dépose sur les parois et sur certaines œuvres. En 1963, les micro-organismes continuent à proliférer malgré la mise en place de filtres à l'ozone. Le 17 avril 1963, André Malraux, alors ministre chargé des Affaires culturelles, décide d'interdire l'accès de Lascaux au grand public.
En 1965, Paul-Marie Guyon, physicien au CNRS, invente un dispositif d'assistance climatique pour rétablir l'écosystème originel. Pierre Vidal, ingénieur spécialiste du milieu souterrain au laboratoire de recherche des monuments historiques, fait installer ce nouvel ensemble du système de régulation thermique et hygrométrique afin de recréer les conditions de circulation des masses d'air qui avaient permis la conservation de Lascaux durant des millénaires. Le principe de ce système statique de refroidissement consiste à utiliser la convection naturelle pour condenser la vapeur d'eau à un endroit déterminé.
Au début des années 1970, la réalisation d'un fac-similé d'une partie de la grotte est mise en œuvre. Elle est ouverte au public en 1983 (cf. infra Lascaux 2).

#### Les moisissures blanches
En 2000, le matériel de gestion du climat de la cavité est remplacé. Au printemps 2001, des agents chargés de la surveillance du site signalent l'apparition de moisissures dans le sas d'entrée de la grotte. Le sol se couvre en effet d'un champignon extrêmement résistant, Fusarium solani. Ce phénomène coïncide avec l'installation du nouveau système de régulation hygrothermique qui a été mal conçu. Les souches de Fusarium solani présentes dans la grotte sont résistantes au formaldéhyde employé depuis des décennies pour la désinfection des pieds des visiteurs. Le champignon s'est propagé aux peintures, bientôt recouvertes d'un duvet blanc de mycélium. Le champignon vit en symbiose avec une bactérie nommée Pseudomonas fluorescens, qui dégrade le fongicide employé jusque-là. Celui-ci doit dès lors être combiné à un antibiotique.
En 2002, le ministère de la Culture met sur pied un Comité scientifique international de la grotte de Lascaux, qui doit gérer le problème.
De juillet 2001 à décembre 2003, des traitements d’urgence appliqués dans la grotte sont destinés à ralentir le développement rapide des moisissures observées (compresses imbibées de fongicides et d’antibiotiques ; épandage de chaux vive sur les sols ; pulvérisations de produits biocides).
En 2006, la contamination est à peu près maîtrisée, mais toutes les deux semaines une équipe revêtue de combinaisons spéciales est chargée de débarrasser à la main les parois des filaments de mycélium qui réapparaissent malgré tout,,.

#### Les taches noires
Après une première apparition sur la voûte et le sas d'entrée fin 2001, des taches noires dues à deux champignons, Ochroconis lascauxensis et Ochroconis anomala se nourrissant des composés organiques des traitements antifongiques précédents, ont fait leur apparition en juillet 2007 dans certaines parties plus confinées de la grotte, le Passage, la Nef et l'Abside. Un traitement biocide a été effectué en janvier 2008 et a été suivi d'un repos complet de la grotte pendant 3 mois. Le 11 avril 2008, le comité scientifique international a indiqué que les soins apportés étaient encourageants dans neuf des onze zones tests. Cependant, dans les deux dernières zones tests, le développement des taches noires continue. Ce phénomène peut s'expliquer du fait que très peu d'informations sont connues sur le champignon Ochroconis lascauxensis, car son existence n'a été découverte que lors de son apparition dans la grotte (d'où son nom).
En juillet 2008, le comité du patrimoine mondial de l'Unesco envisage d'inscrire la grotte sur la liste du patrimoine mondial en péril après un sursis d'un an. D'après la conservatrice en chef du site, les mouvements de l'air se sont profondément modifiés depuis les années 1980 dans la partie tachée de la grotte. L'air circulait auparavant alors qu'il semble immobile aujourd'hui.
Le 26 novembre 2008, la ministre de la Culture Christine Albanel annonce un symposium. Celui-ci, intitulé « Lascaux et la conservation en milieu souterrain », s’est tenu à Paris les 26 et 27 février 2009 sous la présidence de Jean Clottes. Réunissant près de trois cents participants provenant de dix-sept pays, il avait pour but de confronter les recherches et travaux menés dans la grotte de Lascaux depuis 2001 avec les expériences conduites dans les autres pays du monde sur la question de la conservation en milieu souterrain. Les actes en sont parus en 2011, dans un volume qui regroupe les études présentées lors des séances ainsi que la transcription intégrale des débats. Soixante-quatorze spécialistes de domaines aussi variés que la biologie, la biochimie, la botanique, l'hydrologie, la climatologie, la géologie, la mécanique des fluides, l'archéologie, l'anthropologie, la restauration et la conservation, issus de nombreux pays, ont été associés à sa rédaction.
Le 21 janvier 2010, le ministre de la Culture Frédéric Mitterrand confie au paléoanthropologue Yves Coppens la présidence du conseil scientifique chargé de la conservation de la grotte.
En 2016, selon Muriel Mauriac, la conservatrice de la grotte, la prolifération des champignons est stoppée par l'absence prolongée de visiteurs. Seuls quelques scientifiques sont autorisés à pénétrer dans la grotte et la présence humaine est limitée à 200 heures par an.

## Description de la grotte
La grotte est bien décrite par André Leroi-Gourhan.
La grotte de Lascaux est relativement petite : l'ensemble des galeries n'excède pas 235 mètres pour un dénivelé d'environ 30 mètres. Le sol, en pente, possède une dénivellation inférieure de 13 mètres à l'extrémité du Diverticule axial, et inférieure de 19 mètres au bas du Puits. La partie décorée correspond à un réseau supérieur, le réseau inférieur étant difficilement pénétrable du fait de la présence de dioxyde de carbone.
L’entrée actuelle correspond à l’entrée préhistorique, même si elle a été aménagée et équipée d’un système de sas. L’entrée d’origine devait être un peu plus éloignée, mais son plafond s’est écroulé anciennement jusqu’à former le talus par lequel les inventeurs ont accédé à la grotte.
Pour faciliter les descriptions, la grotte est traditionnellement subdivisée en un certain nombre de zones correspondant à des salles ou des couloirs. Leurs noms imagés sont dus en partie à Henri Breuil et font souvent référence à l’architecture religieuse :
- la première salle est la salle des Taureaux ou Rotonde, longue de 17 mètres pour 6 mètres de large et 7 de haut ;
- elle se prolonge par le Diverticule axial, une galerie plus étroite de même direction, à peu près de même longueur ;
- depuis la salle des Taureaux, à droite du Diverticule axial, on accède au Passage, une galerie d’une quinzaine de mètres ;
- dans le prolongement du Passage s’ouvre la Nef, un couloir plus élevé d’une vingtaine de mètres ;
- la Nef elle-même se poursuit par une partie non décorée, les parois ne s'y prêtant pas, puis par le Diverticule des Félins (ou cabinet des Félins), un étroit couloir d’une vingtaine de mètres ;
- l'Abside est une salle ronde s’ouvrant vers l’ouest à la jonction entre le Passage et la Nef ;
- le Puits s'ouvre au fond de l'Abside. Son accès suppose une descente d'environ 4 à 5 mètres jusqu’au début du réseau inférieur.

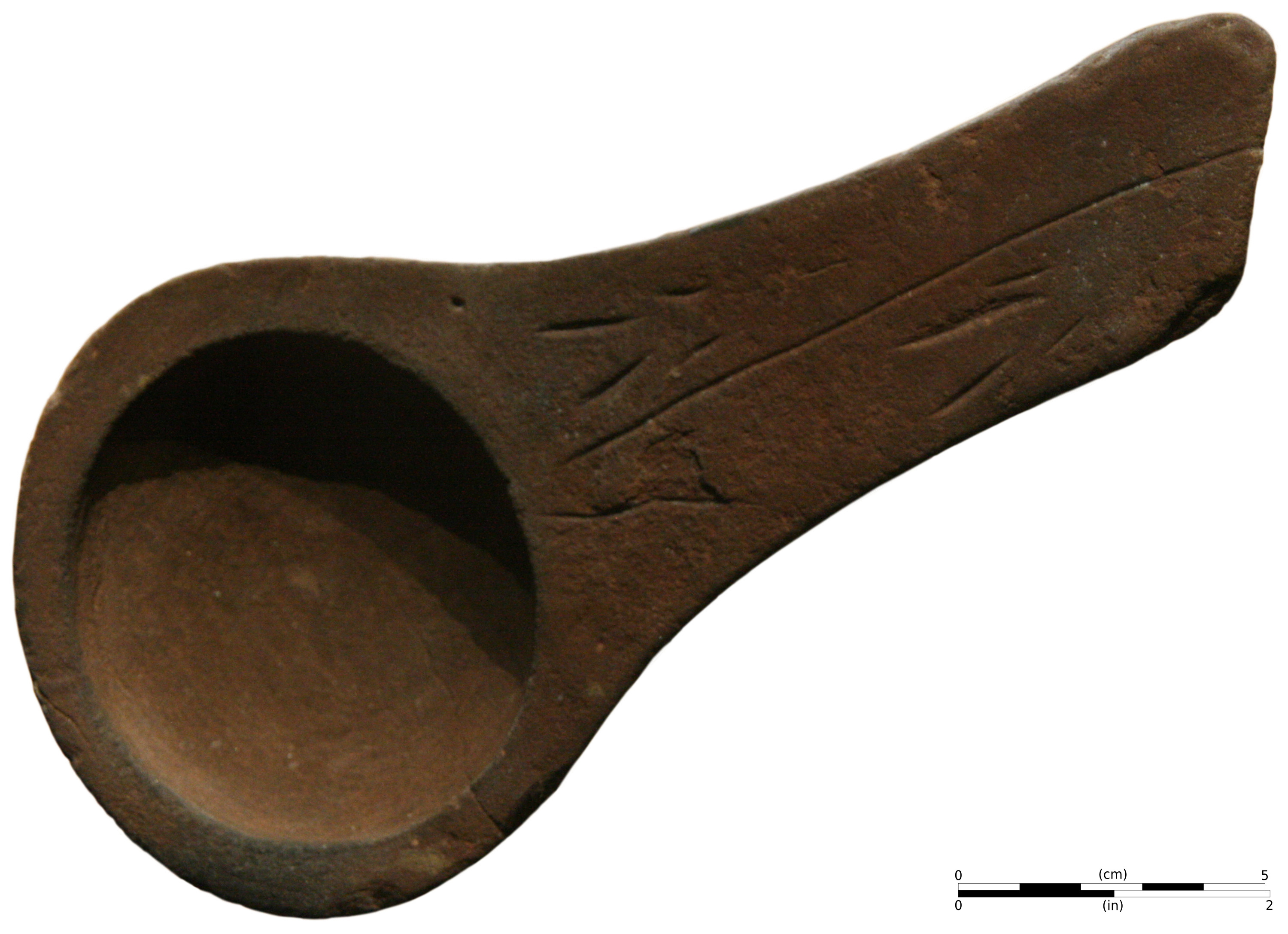
Le brûloir de Lascaux, en grès rose. Magdalénien ancien ou Solutréen ?

## Les découvertes archéologiques
La plupart des vestiges archéologiques découverts à Lascaux ont été recueillis par André Glory, lors de l’aménagement des sas d’entrée et des salles, ou lors de la seule vraie fouille effectuée dans la cavité, située dans le Puits. Ces vestiges comprennent de l’industrie lithique (403 pièces), de l’industrie osseuse (une soixantaine de pièces), de la parure (16 coquilles), de la faune (une centaine de restes), de nombreux charbons, des macrorestes végétaux et de nombreux fragments de colorants. Ces objets (un millier environ), réputés perdus en 1966 à la mort d'André Glory, ont été retrouvés en 1999 par Brigitte et Gilles Delluc et publiés en 2008 au CNRS (Gallia-Préhistoire).
Dans la Nef, la Vache se trouve sur un entablement où ont été découverts des lampes, des colorants ainsi que des restes alimentaires. Dans l’Abside, un nombre important d'objets ont été abandonnés (pointes de sagaies, grattoirs, burins et lampes). De nombreux vestiges ont également été découverts dans le Puits : pointes de sagaies, restes de colorants, coquillages percés et lampes, dont un exemplaire en grès rose entièrement façonné et dont le manche est orné d’un signe barbelé.
L’étude au microscope électronique des colorants découverts lors des fouilles ou prélevés directement sur certaines œuvres a montré leur grande diversité, sept pigments différents au moins ayant été utilisés : du dioxyde de manganèse, de l’oxyde de fer noir et du carbone (pour le noir), de l’hématite (pour le rouge), de la goethite et de l’argile (pour le jaune), de la calcite (pour le blanc). Tous ont été employés purs, sans adjonction de charge minérale et sans modification thermique.

## Les figurations pariétales

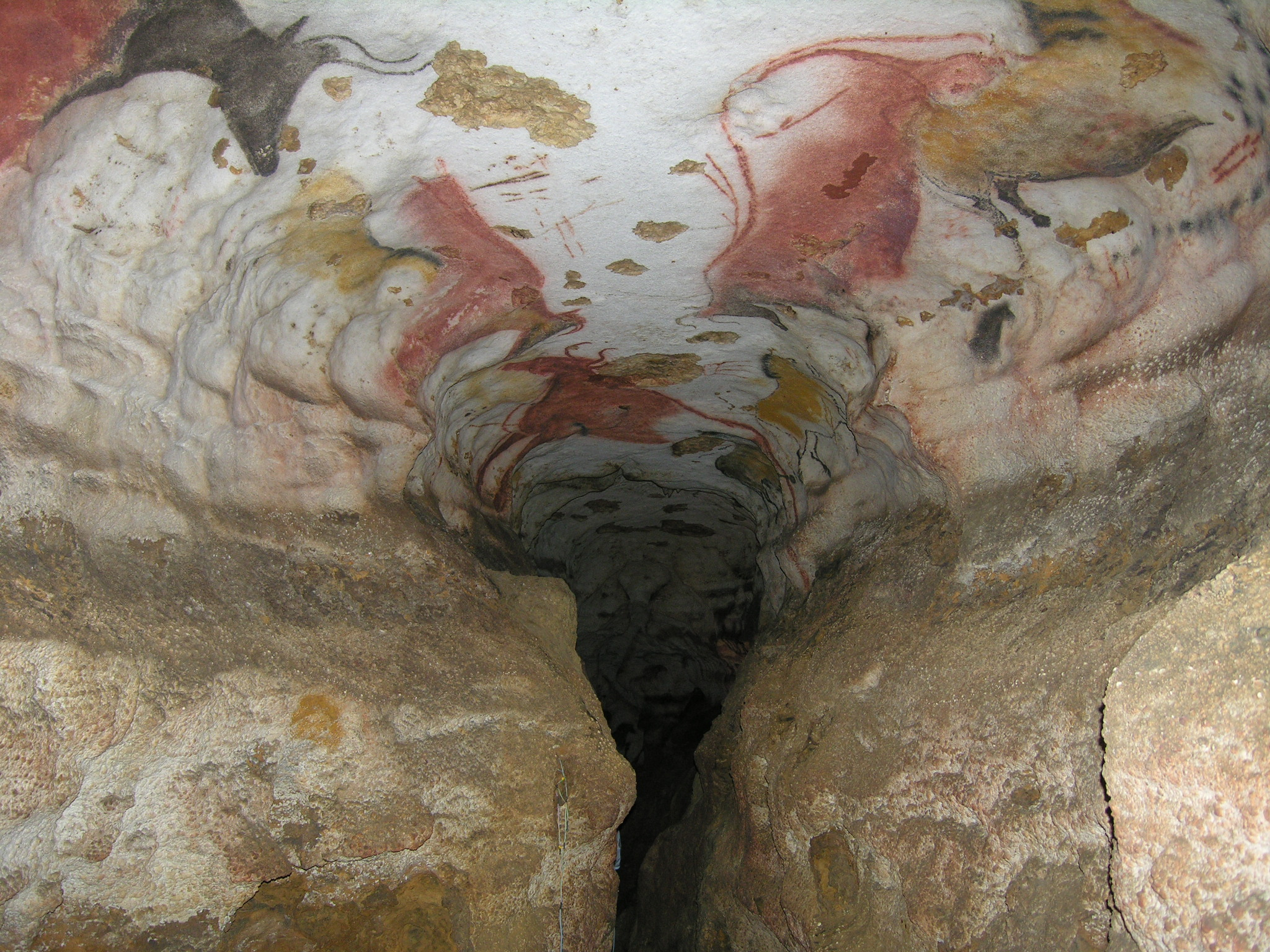
Si de nombreuses peintures à hauteur d'homme ont été exécutées de plain-pied, d'autres ont une position élevée, ce qui suscite de nombreuses interrogations relatives à l'accès des artistes à ces parois couvertes de calcite immaculée. De nombreuses figures et signes de la grotte se rencontrent en effet dans l'intrados des voûtes au-dessus de la corniche des galeries au profil transversal en trou de serrure. Si l'escalade, l'utilisation d'échafaudages ou de mât de perroquet ne sont pas à exclure dans des cas biens précis, mais qui restent rares, la réalisation de beaucoup de ces œuvres reste en partie déterminée par la morphologie du support qui impose un changement de technique d'application des colorants (soufflé ; tamponnage ; utilisation de touffes de poils ou de fibres végétales, ancêtres du pinceau). C'est une forme d'assujettissement aux conditions naturelles et formelles rencontrées.

- La salle des Taureaux présente la composition la plus spectaculaire de Lascaux. Ses parois en calcite se prêtant mal à la gravure, elle est uniquement ornée de peintures, souvent de dimensions impressionnantes : certaines mesurent jusqu'à cinq mètres de long.
Deux files d'aurochs se font face, deux d'un côté et trois de l'autre. Les deux aurochs du côté nord sont accompagnés d'une dizaine de chevaux et d'un grand animal énigmatique, portant deux traits rectilignes sur le front qui lui ont valu le surnom de « licorne ». Côté Sud, trois grands aurochs en côtoient trois plus petits, peints en rouge, ainsi que six petits cerfs et le seul ours de la grotte, superposé au ventre d’un aurochs et difficilement lisible.
- Le Diverticule axial est également orné de bovinés et de chevaux accompagnés de cerfs et de bouquetins. Un dessin représentant un cheval fuyant a été brossé au crayon de manganèse à 2,50 mètres du sol. Certains animaux sont peints sur le plafond à 4 m de hauteur et semblent s’enrouler d’une paroi à l’autre. À ces représentations qui ont pu nécessiter l'usage très ponctuel d'échafaudages[Note 4], s'entremêlent de nombreux signes (bâtonnets, points et signes rectangulaires).
- Le Passage présente un décor fortement dégradé anciennement, notamment par des circulations d'air.
- La Nef comporte quatre groupes de figures : le panneau de l'Empreinte, celui de la Vache noire, celui des Cerfs nageant, ainsi que celui des Bisons croisés. Ces œuvres sont accompagnées de nombreux signes géométriques énigmatiques, notamment des damiers colorés que H. Breuil qualifia de « blasons ».
- Le Diverticule des Félins doit son nom à un groupe de félins, dont l'un semble uriner pour marquer son territoire. Très difficile d'accès, on peut y voir des gravures de fauves d'une facture assez naïve. On y trouve également d'autres animaux associés à des signes, dont une représentation de cheval vu de face, exceptionnelle dans l’art paléolithique où les animaux sont généralement représentés de profils ou selon une « perspective tordue ».
- L'Abside comporte plus de mille gravures dont certaines superposées à des peintures, correspondant à des animaux et des signes. On y trouve le seul renne représenté à Lascaux.
- Le Puits présente la scène la plus énigmatique de Lascaux : un homme ithyphallique (au sexe érigé) à tête d'oiseau semble tomber, renversé peut-être par un bison éventré par une sagaie ; à ses côtés est représenté un objet allongé surmonté d’un oiseau, peut-être un propulseur ; sur la gauche un rhinocéros s'éloigne. Un cheval est également présent sur la paroi opposée. Deux groupes de signes sont à noter dans cette composition :
  - entre l’homme et les rhinocéros, trois paires de ponctuations digitées que l’on retrouve au fond du Diverticule des félins, soit dans la partie la plus reculée de la grotte ;
  - sous l’homme et le bison, un signe barbelé complexe que l’on retrouve pratiquement à l’identique sur d’autres parois de la grotte, mais aussi sur des pointes de sagaies et sur la lampe en grès trouvées à proximité.

Il s’agit bien ici d’une scène dont les différents éléments sont en relation les uns avec les autres, et non d’une juxtaposition d’animaux ou de signes sur une même paroi, comme c’est le plus souvent le cas dans l’art paléolithique. Pour A. Leroi-Gourhan, cette scène renvoie probablement à un épisode mythologique dont la signification est difficile à établir.

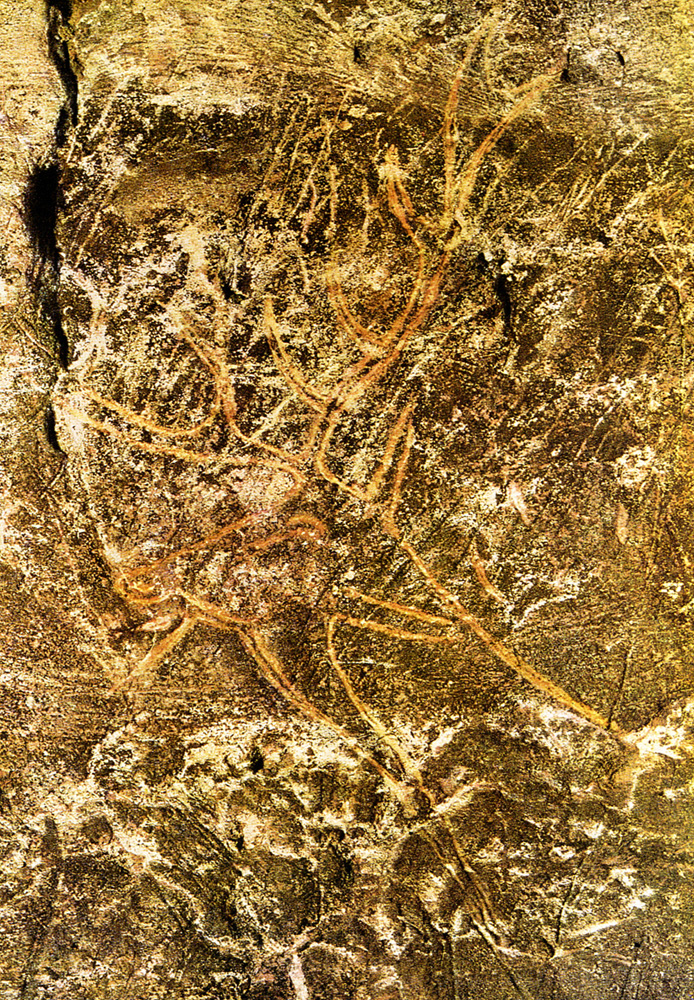
Un cerf gravé de l'Abside.
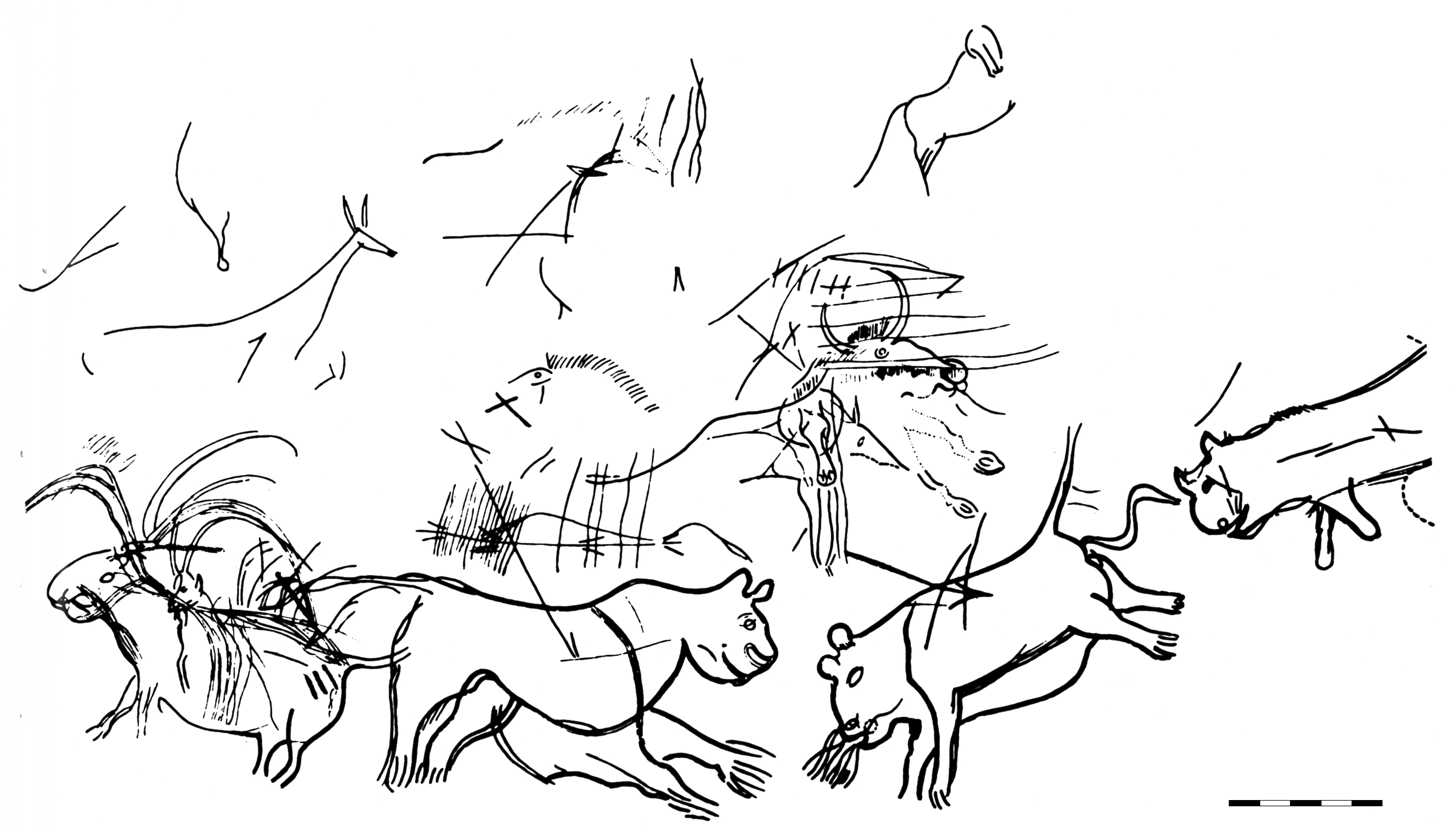
Gravures du Diverticule des félins, relevé André Glory.
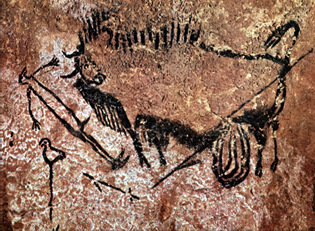
La scène du Puits.
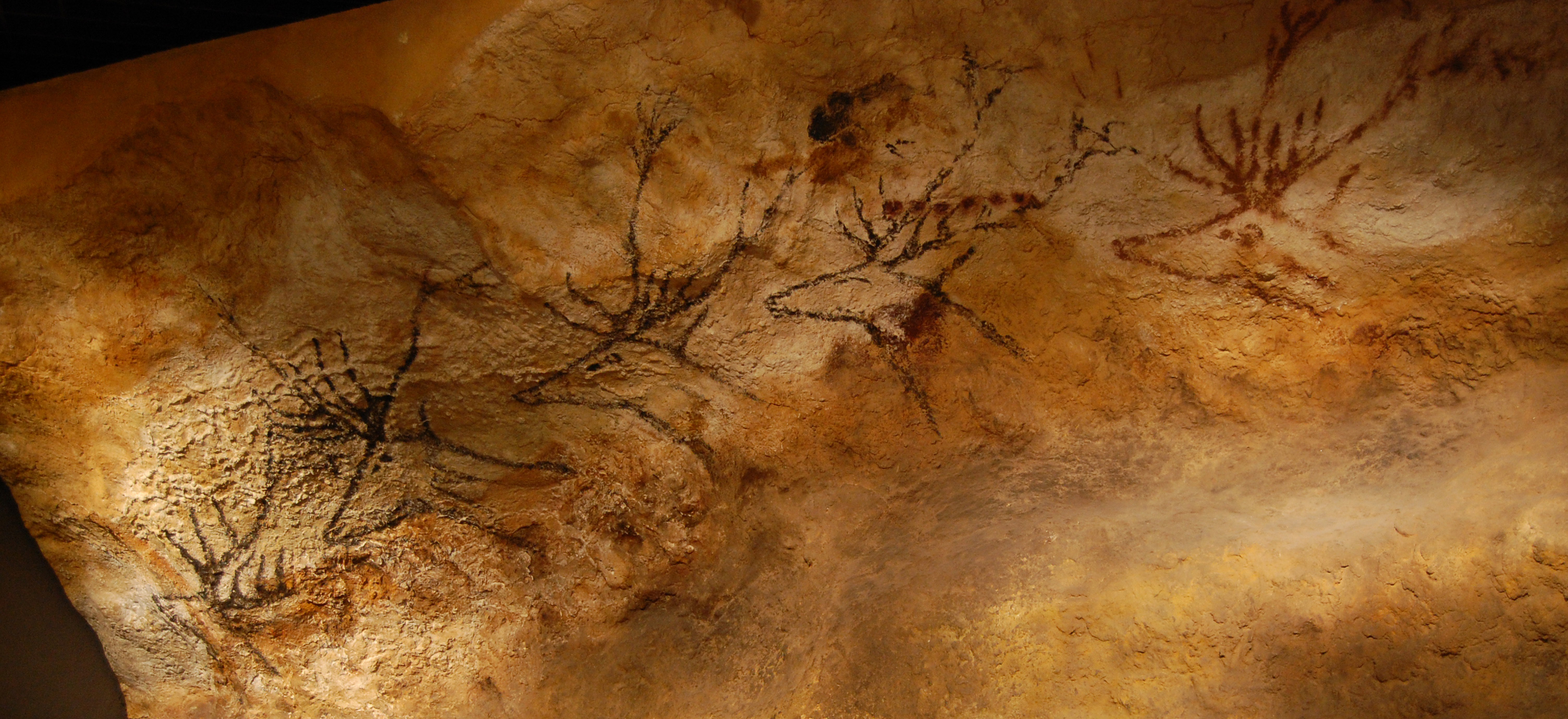
La frise des Cerfs nageant, dans la Nef (fac-similé au musée d'Aquitaine).

### Procédés artistiques
Parmi les procédés artistiques utilisés par les artistes de Lascaux, on peut citer :
- la polychromie
- l'estompe
- la perspective
- les réserves (parties laissées en blanc par les peintres dans certains procédés comme l’aquarelle et le lavis)
- l'anamorphose

### Interprétations
Différentes interprétations de l'art préhistorique dans la grotte de Lascaux ont été proposées.
La grotte a livré de très nombreux restes osseux et outils de silex : ce sont ceux des peintres et graveurs. Elle n’a jamais été un lieu d’habitation et sa fréquentation semble essentiellement liée à ses œuvres pariétales.
La faune figurée sur les parois de Lascaux est celle que l’on retrouve dans la majorité des grottes ornées de l’aire franco-cantabrique : cheval, aurochs, bison, cerf et bouquetins dominent largement suivis d’animaux plus rares et souvent dangereux, comme l’ours, le rhinocéros et les grands félins. Les espèces représentées ne correspondent pas aux espèces chassées et consommées : un seul renne gravé a été identifié alors que ces animaux représentent la grande majorité des restes osseux mis au jour (plus de 88 %). Un art dicté par une magie de la chasse tel qu’on le concevait aux débuts du XXe siècle peut donc être écarté.
Si elles sont extrêmement réalistes en ce qui concerne les morphologies et les attitudes des animaux, les œuvres de Lascaux ne visent toutefois pas une représentation exhaustive et naturaliste de la réalité : la flore, les reliefs et même le sol sont absents des parois de la grotte, comme c’est pratiquement toujours le cas d’ailleurs dans l’art paléolithique.
Il est indéniable que certains éléments figurés, certaines associations de signes, ont une valeur symbolique. C’est probablement le cas pour les trois paires de ponctuations que l’on retrouve au fond du Diverticule des félins et dans le Puits, aux limites des zones ornées. C’est sans doute le cas également pour les signes barbelés, les « blasons » ou les alignements de points présents sur différentes parois de la grotte.
La grotte de Lascaux est considérée par André Leroi-Gourhan et par la quasi-totalité des préhistoriens comme un sanctuaire, une sorte de monument à caractère religieux.
D'autres interprétations ont été avancées. En 1998, Jacques Willemont, ethnologue auteur du programme L'art des grottes ornées et du vidéodisque sur Lascaux revisité, fait remarquer à Jean-Michel Geneste, conservateur de la grotte, que le soleil devait entrer dans la Rotonde avant que l'entrée de cette salle ne soit fermée par un éboulement. Pour en avoir la certitude, il lui propose de confier à l'archéoastronome Chantal Jègues-Wolkiewiez, la tâche d'effectuer des mesures astronomiques. Elle confirme en 1999, l'hypothèse de Jacques Willemont, à savoir qu'étant donnée l'inclinaison de l'axe de rotation de la Terre il y a quelque 18 000 à 20 000 ans, au moment du solstice d'été, la lumière du soleil entrait profondément dans la grotte pour frapper la fresque des Petits cerfs entre les deux taureaux sur la paroi gauche de la Rotonde. D'autres observations sont effectuées et les trois chercheurs décident de publier un article en commun. L'orientation ultra-interprétative prise par l'archéoastronome conduit Jacques Willemont à ne pas apposer sa signature sur le texte qu'elle leur propose. Il n'a pas été étonné de ne trouver aucune référence à son travail originel original. Poursuivant seul sa recherche, Willemont vérifie que l'affirmation de Chantal Jègues-Wolkiewiez : « J’ai pu prouver la même chose dans 150 grottes ornées que j’ai visitées » n'est absolument pas fondée. Il est téméraire de prétendre que les peintures représenteraient une carte des constellations zodiacales telles qu'on pouvait les observer il y a 10 000 ans,. L'interprétation de l'archéoastronome a été accueillie avec scepticisme par la communauté scientifique,. 
Thérèse Guiot-Houdart a étudié l'organisation de la composition, le placement, les dimensions et l'orientation des figures, la disposition des taches de couleurs, la technique du dessin, etc.. Cette analyse des peintures mettrait en évidence l’existence d’un canevas narratif destiné à expliquer les processus de la fécondité. Ce canevas, agencé en quinze scènes ou chapitres, aurait servi de trame aux peintures de Lascaux, puis à d’autres récits transmis et diffusés de l'Inde à l’Irlande,.
Selon Jean Clottes et David Lewis-Williams, la grotte de Lascaux aurait pu être liée à un culte chamanique. Ainsi, divers traits sans signification, incluant les huit flèches plantées dans l'un des félins du Diverticule, auraient été autant d'incisions exécutées à travers la paroi pour laisser passer les animaux et les pouvoirs surnaturels. Cette théorie est largement contestée aussi bien par la plupart des préhistoriens et que par les spécialistes du chamanisme : « J. Clottes et D. Lewis-William ont largement outrepassé les limites de la démarche scientifique en proposant une explication unique, unilatérale de la religion des origines ».
Enfin, les hommes préhistoriques auraient pu attribuer à leurs œuvres un semblant de vie. En se basant sur un relevé exhaustif des parois, Julien d'Huy et Jean-Loïc Le Quellec ont constaté que les animaux dangereux - félins, aurochs, bisons - semblaient davantage « fléchés » que les animaux moins dangereux - chevaux, cerfs, bouquetins. Selon eux, il pourrait s'agir d'une magie de la destruction ou d'une crainte de l'animation des images, les flèches servant alors à empêcher les animaux de s'animer. La croyance en la possible animation des images est corroborée par la disposition de celles-ci à l’intérieur de la grotte. Ainsi, les bisons, les aurochs et les bouquetins n’ont pas été représentés côte à côte. En revanche, on peut mettre en évidence des systèmes bisons-chevaux-lions et aurochs-chevaux-cerfs-ours. Julien d’Huy explique cette répartition par les affinités qu’entretiennent les espèces entre elles et par le biotope qu’elles occupent respectivement.

### Datation
La datation de Lascaux est l’objet d'un long débat : selon les auteurs, son art pariétal est situé entre le Gravettien et le Magdalénien.
Pour Henri Breuil, sur la base de comparaisons stylistiques, les œuvres pariétales de Lascaux seraient périgordiennes (gravettien).
Mais en 1951, Lascaux est l’un des tout premiers sites paléolithiques à bénéficier de datations absolues par le carbone 14, réalisées par Willard Frank Libby, principal artisan de la découverte de cette méthode de datation. Cette méthode a été mise en œuvre sur des charbons de bois provenant de lampes découvertes dans le Puits. Le premier résultat obtenu (autour de 15 500 ans BP) place la fréquentation de Lascaux dans le Magdalénien. Un âge magdalénien fut confirmé par des datations ultérieures, réalisées sur des charbons provenant des fouilles d'André Glory dans le Passage et dans le Puits. Ces datations (17 190 ± 140 et 16 000 ± 500 ans BP) se situent autour du Magdalénien ancien.
Pourtant, André Leroi-Gourhan, par comparaisons stylistiques avec les sites du Fourneau du Diable (Dordogne) et du Roc-de-Sers (Charente), bien datés, conclut pour sa part que les œuvres de Lascaux se placent au Solutréen.
Puis, deux nouvelles dates sont obtenues en 1998, et en 2002. La première date, de 18 600 ± 190 ans BP, est obtenue par la méthode du carbone 14 en spectrométrie de masse par accélérateur (SMA) sur un fragment de baguette en bois de renne provenant du Puits (ou des déblais de l'Abside). La seconde date, obtenue à partir d'un fragment de sagaie, est plus ancienne : 18 930 ± 230 ans BP. Les solutréens sont-ils simplement passés ponctuellement dans la grotte ou ont-ils réalisé tout ou partie des œuvres ? Un seul niveau archéologique est connu et les vestiges recueillis (objets de silex, d'os et de bois de renne) dans ce niveau, étudiés dans Lascaux inconnu (1979) et par A. Glory (2008), correspondent typologiquement au Magdalénien II.
La datation directe par le carbone 14 de peintures ou de dessins pariétaux a été possible dans certaines grottes ornées, à condition toutefois que ces œuvres aient été réalisées avec du charbon de bois. Ce n’est pas le cas à Lascaux, où la couleur noire a été obtenue en utilisant des oxydes de manganèse. Des pigments tombés au pied des parois ont été mis au jour dans le niveau archéologique : ils ont permis de confirmer la contemporanéité des œuvres avec certains vestiges (lamelles de silex, pointes de sagaie, aiguilles en os, lampes à suif).
Selon Norbert Aujoulat, il existe des arguments stylistiques et thématiques qui permettraient de rapprocher Lascaux du Solutréen plutôt que du Magdalénien : présence de signes géométriques ; représentation des aurochs avec la corne avant en courbe simple et la corne arrière sinueuse ; humain affronté à un grand bovidé (le gisement solutréen du Roc-de-Sers a livré l'image d'un homme faisant face à un bœuf musqué). En fait, l'art du début du Magdalénien est la continuation, sans hiatus, de celui du Solutréen et le style graphique (style III de Leroi-Gourhan) est le même. Norbert Aujoulat propose donc de placer l'art de Lascaux à la charnière du Solutréen supérieur et du Badegoulien.
Plus récemment, Jacques Jaubert et Éric Le Brun ont émis l'hypothèse d'un rattachement d'une partie du dispositif pariétal de Lascaux au Gravettien, sur la base d'arguments stylistiques et techniques,.
Le programme de recherche archéologique « Lasco » lance une nouvelle campagne de datation. Plusieurs fragments d’os de renne retrouvés dans différents endroits de la grotte sont datés. Les résultats, publiés en 2019, indiquent que l'occupation correspondante daterait de 21 000 à 21 500 ans cal AP, ce qui correspond à la transition du Badegoulien au Magdalénien,,.

## Les fac-similés
La première reproduction de Lascaux a été une reproduction photographique, qui était présentée au Musée d'Archéologie nationale à Saint-Germain-en-Laye.

### Lascaux 2

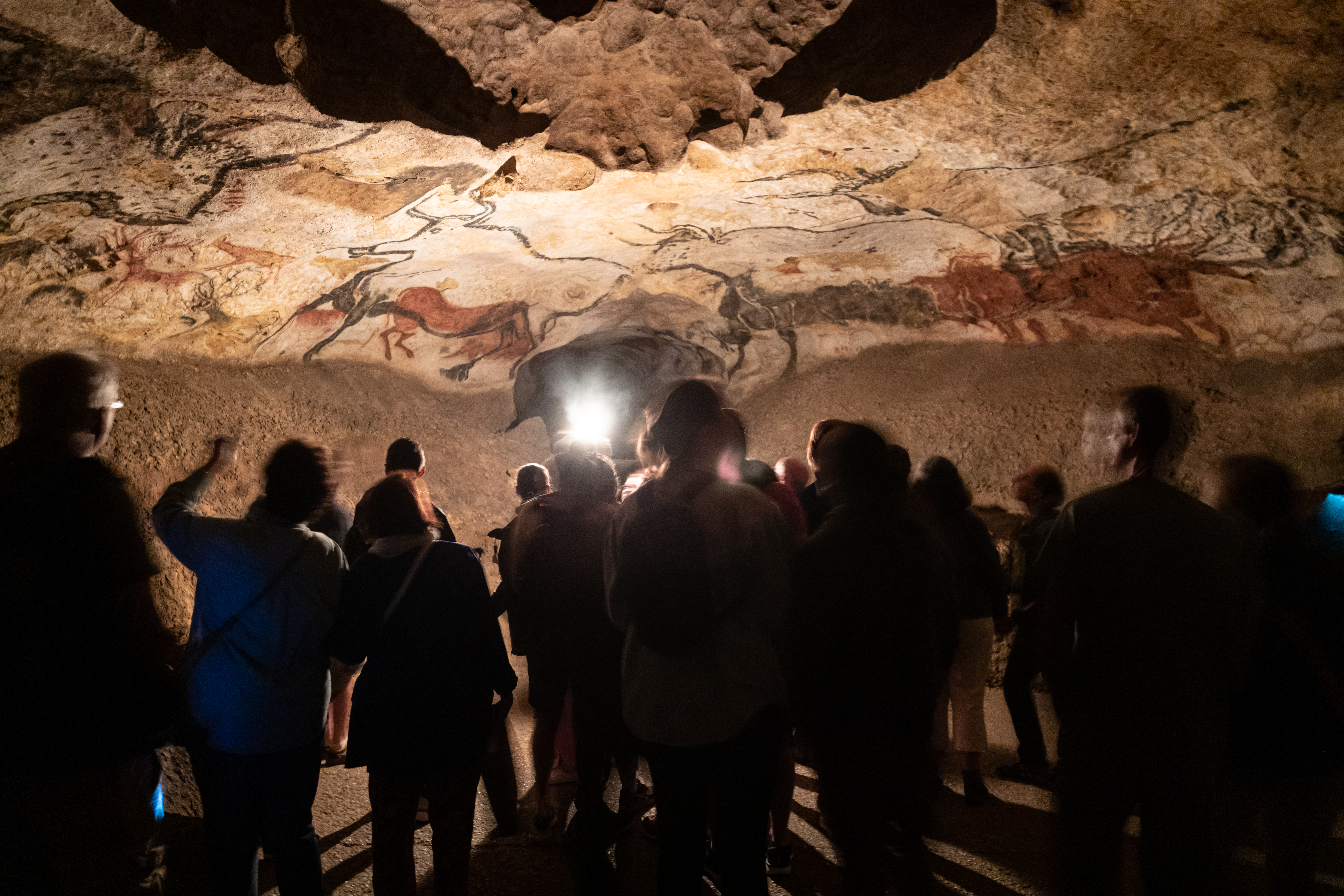
Lascaux 2, Salle des taureaux.

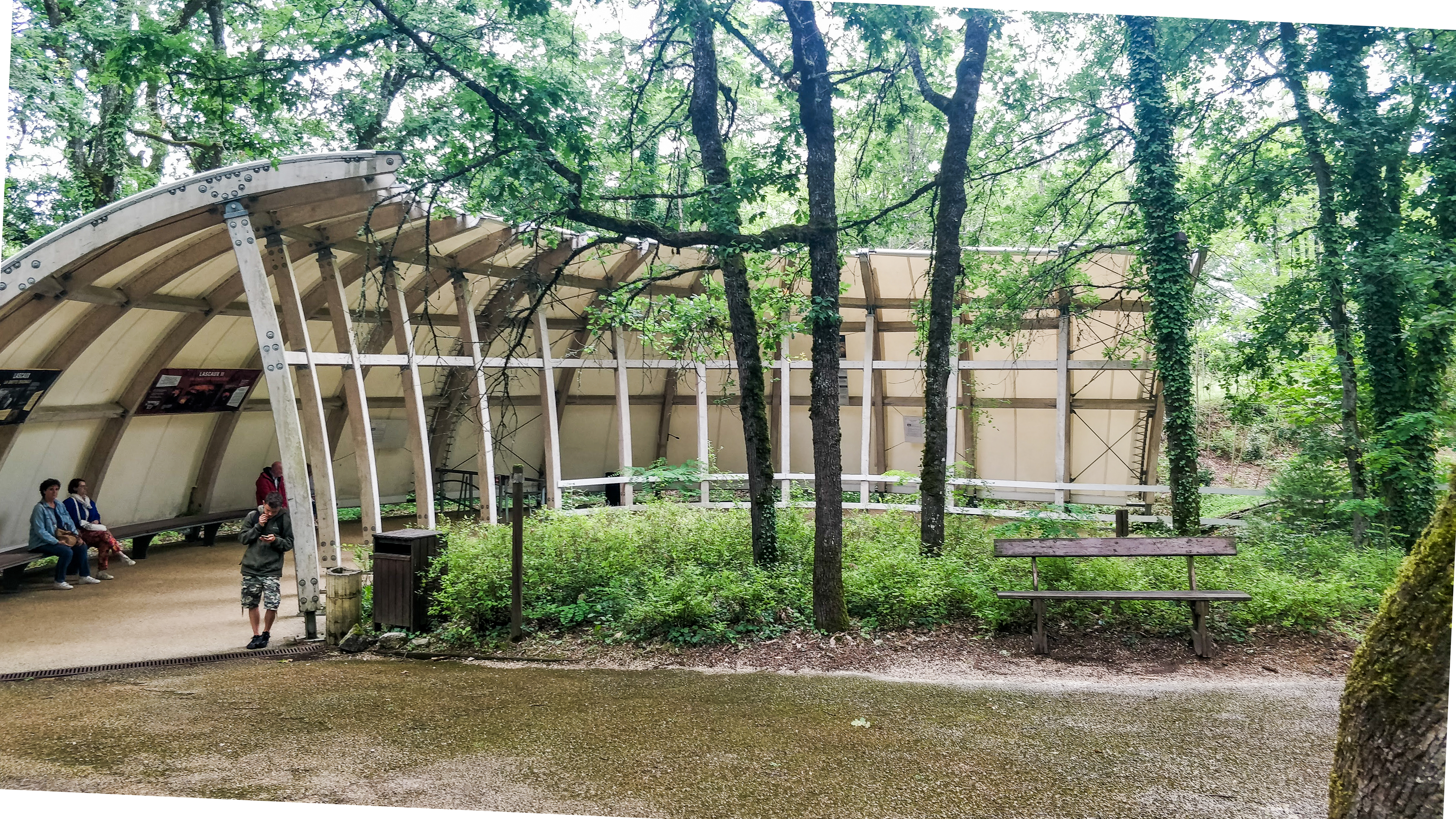
Extérieur de Lascaux 2.

La grotte a été fermée au grand public en raison de la multiplication des erreurs de conservation (saccage des sols et contamination de la grotte en 1957-1958 ; nouvelle contamination autour de 2000 et antibio-résistance). Un relevé stéréo-photogrammétrique de la totalité des zones ornées a été réalisé à la fin des années 1960 par l'Institut géographique national. La troisième dimension est recréée par un lecteur qui repasse sur les courbes de niveau, un ciseau de sculpteur (projet confié aux sculpteurs Bernard Augst et Pierre Weber) reproduisant ces mouvements.
La société propriétaire de Lascaux, fondée par la famille de La Rochefoucauld, se lança dans la réalisation d'une réplique d'une partie représentative de la grotte (Diverticule axial et Salle des Taureaux), avec une autorisation d'exploitation de trente ans. Le projet trop coûteux fut en partie financé par la vente de l'original à l'État en 1972. Il fut suspendu en 1980 puis repris par le conseil général de la Dordogne.
Une double coque en béton dont l'intérieur reproduit fidèlement la grotte originale fut réalisée à partir des relevés de l'IGN. Sur une armature métallique furent posées plusieurs couches de grillage à mailles suffisamment fines pour retenir le béton projeté. La paroi est reconstituée par un procédé de fibro-ciment (trois épaisseurs d'un béton spécial à base de chaux, sable et poudre de marbre). Les œuvres pariétales furent ensuite reproduites avec des pigments naturels par une équipe conduite par l'artiste peintre Monique Peytral,. L'ensemble est précédé par deux sas muséographiques conçus par Brigitte et Gilles Delluc et Arlette Leroi-Gourhan[réf. nécessaire].
Situé à 200 mètres de l'original, le fac-similé, nommé « Lascaux 2 », a ouvert ses portes le 18 juillet 1983. Quelques autres reproductions de peintures (frise des cerfs, bisons adossés et vache noire de la Nef, scène du Puits) sont exposées dans le parc du Thot, à quelques kilomètres de Montignac. À l'été 1982, Ces reproductions ont été exposées dans la cour du musée Roemer et Pelizaeus en Allemagne.
Entre 2009 et 2014, un chantier important a été mené pour restaurer les fresques encrassées par la poussière liée au passage des visiteurs (270 000 par an),.
En 2011, c'était le site touristique le plus fréquenté de Dordogne avec 250 000 visiteurs par an. Après l'ouverture de Lascaux IV, le nombre de visiteurs a chuté, avec par exemple 70 000 visiteurs en 2019.

### Lascaux révélé: Lascaux 3

#### Conception
Le concept Lascaux révélé, également nommé « Lascaux 3 » est une reproduction partielle de la grotte originelle qui a été dévoilée au public en octobre 2012, et est conçue pour être itinérante.
En 2003, le conseil général de la Dordogne commande au plasticien Renaud Sanson, et à son atelier, la réalisation de fac-similés de scènes figurant dans la nef de Lascaux, galerie non représentée dans Lascaux II.
De juillet à décembre 2008, dans les ateliers de Montignac qui ont vu leur création, l'exposition Lascaux révélé a présenté ces nouveaux fac-similés au public de la Dordogne. Ceux-ci, réalisés en cinq ans, sont répartis en huit panneaux. L'exposition est ensuite transférée vers le parc animalier du Thot, situé sur la commune voisine de Thonac, et présentée au public en juillet 2009. Lors de cette mise en place, les fac-similés créés en 1984 et 1991, précédemment exposés au parc du Thot (les bisons, la vache noire et la scène du Puits), ont été déplacés – et à cette occasion endommagés –, exposés aux intempéries pendant l'été 2009 puis finalement, empilés dans un hangar.
L'exposition a été conçue pour voyager à travers le monde entier pendant plusieurs années en tant qu'ambassadeur de la Dordogne et de sa Vallée de l'Homme. En effet, les coques des fac-similés, de faible poids (moins de 10 kg/m2), sont constituées de panneaux démontables dont les jointures sont invisibles et qui ont été conçus pour être aisément transportés. La totalité ou une partie des panneaux doivent faire l'objet d'une exposition itinérante sous le nom de Lascaux, l'exposition internationale. L'agence de scénographie Du&Ma est choisie en mars 2011 pour assurer la maîtrise d'œuvre de ce projet.

#### Expositions
Après une première étape en France qui a rassemblé 100 000 visiteurs à Bordeaux, à Cap Sciences, du 13 octobre 2012 au 6 janvier 2013, l'exposition traverse l'Atlantique et fait escale au Field Museum de Chicago de mars à septembre 2013 (325 000 visiteurs), avant de rejoindre Houston (200 000 visiteurs d'octobre 2013 à mars 2014), puis Montréal d'avril à septembre 2014,.
En novembre 2014, l'exposition revient en Europe et s'installe à Bruxelles. Du 20 mai au 30 août 2015 elle est présentée à Paris, à la porte de Versailles, où le nombre de visiteurs (60 000) s'est avéré être très en deçà des prévisions, puis à Genève d'octobre 2015 à janvier 2016, où l'exposition est vue par 80 000 personnes.
À partir de 2016, plusieurs escales asiatiques sont prévues. D'avril à septembre 2016, à Gwangmyeong, en Corée du Sud, l'exposition se tient à l'intérieur d'un bâtiment créé spécialement par l'architecte français Jean Nouvel, au cœur d'un nouveau parc de loisirs récemment ouvert au public et attire 300 000 visiteurs pour 180 000 entrées payantes. D'octobre 2016 à février 2017, Tokyo l'a accueillie dans les locaux du Musée national de la nature et des sciences. Cette exposition s'accompagne de la présentation de cent cinquante pièces originales du Périgord préhistorique, prêtées exceptionnellement par trois musées français, le Musée national de Préhistoire des Eyzies-de-Tayac, le Musée d'Archéologie nationale de Saint-Germain-en-Laye et le Muséum national d'histoire naturelle de Paris. Elle a été vue par 265 000 personnes, dont l'empereur Akihito et l'impératrice Michiko. Deux autres étapes japonaises sont ensuite prévues en 2017 au musée d'art et d'histoire de Tōhoku à Tagajō de mars à mai, puis au musée national de Kyūshū à Fukuoka de juillet à septembre,. Elle s'expose ensuite en Chine de septembre 2017 à février 2018 au musée de la science et de la technologie de Shanghai où 200 000 visiteurs l'ont déjà vue.
En 2018, financée en partie par le mécénat de plusieurs entreprises françaises, l'exposition fait étape en Afrique du Sud, à Johannesbourg, du 17 mai au 1er octobre.
En 2019, l'exposition fait halte de mi-avril jusqu'en septembre au parc olympique de Munich, en Allemagne.
Début 2020, elle a fait étape en Italie au musée archéologique national de Naples où l'exposition n'a duré que deux mois (février et mars) pour cause de pandémie de Covid-19 et sa visite marocaine, prévue initialement de juillet 2020 à janvier 2021 à l'Institut français de Casablanca, reste en suspens.
Entre-temps, à l'été 2020, l'exposition est de retour à Montignac pour y être modifiée et allégée, compte tenu du bilan qui fait ressortir un déficit, accentué en 2020 par la pandémie de Covid-19. L'ajout de panneaux concernant notamment la « salle des Taureaux » et le « Diverticule axial », parties les plus connues de la grotte originale, ne serait plus d'actualité et il est plutôt envisagé d'ajouter des visites en 3D par casques de réalité virtuelle.
De juillet 2022 à janvier 2023, cette nouvelle version avec casques de réalité virtuelle s'installe en Italie à Trente (Italie), au « Muse », son musée des sciences.
La fréquentation de Lascaux 3 présenté avec réalité virtuelle s'avère plus que décevante : les dernières étapes à Flémalle (Belgique), Trente et Bristol (Royaume-Uni) n'ont attiré chacune qu'environ 20 000 personnes. Moyennant un budget d'un million d'euros, il est envisagé entre autres de mettre à nouveau en scène pour 2025 la « salle des Taureaux », emblématique de la grotte originale.
En février 2025, la Société publique locale de l'Exposition internationale de Lascaux annonce que Lascaux 3 va entamer son second Tour du monde à partir de juin 2025. L'exposition va débuter à Bordeaux, de nouveau à Cap Sciences, de la mi-juin à fin août, avec présentation du fac-similé de la « salle des taureaux, longue de 25 mètres et ornée de 130 figures animales »,. L'ensemble qu'il faut monter et démonter à chaque nouveau lieu représente un poids de quatre tonnes. La prochaine étape de l'exposition est prévue à Chicago.

#### Lascaux Expériences (Lascaux 3D)
L'exposition internationale itinérante, allégée et ne comportant plus qu'un seul fac-similé, celui de la scène du Puits, prend le nom de « Lascaux Expériences »,. Des casques de réalité virtuelle permettront aux visiteurs une immersion à l'intérieur de la grotte de Lascaux, dans son intégralité. La première étape est prévue en Belgique, de décembre 2021 à mai 2022, au Préhistomuseum proche de Liège.

### Lascaux 4

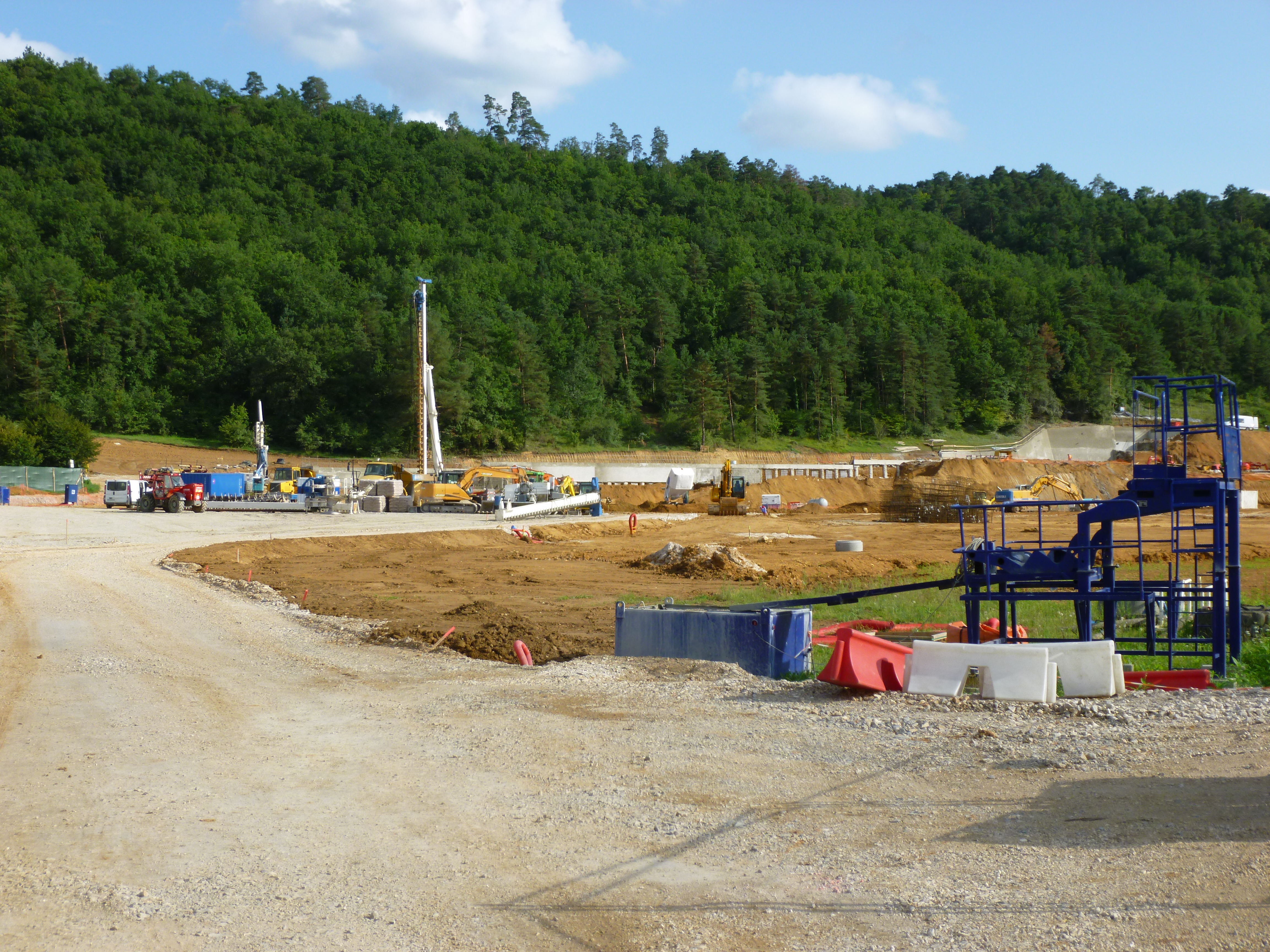
Entrée du site de construction en août 2014.

Un centre international de l'art pariétal présentant, entre autres, un fac-similé intégral de toutes les parties ornées de la grotte de Lascaux (salle des taureaux, diverticule axial, passage, puits, abside et nef) voit le jour à proximité du site original fin 2016. Un concours d'architectes a été lancé pour ce projet aussi appelé Lascaux 4. Le 18 octobre 2012, parmi 163 offres parvenues, le comité de pilotage a retenu comme équipe définitive le cabinet norvégien Snøhetta.
Le 10 septembre 2012, la ministre de la Culture Aurélie Filippetti, insiste sur la nécessité de réaliser des économies dans un contexte de crise, pour annoncer l'abandon de nombreux projets lancés par ses prédécesseurs, dont le projet Lascaux 4 : « Lascaux 4, autrement dit le Centre d'art pariétal, 50 millions d'euros pour un projet non prioritaire, nous l'arrêtons... ». La part de l'État dans ce projet ne représente qu'un tiers, le reste demeurant réparti à parts égales entre la région et le département. Le jour même, Bernard Cazeau, président du conseil général de la Dordogne, indique que le projet continuera en faisant appel au mécénat et aux fonds européens pour pallier la défection de l'État. Le mois suivant, après rencontre avec les instances politiques régionale et départementale, la ministre indique qu'à partir de 2014, un crédit de quatre millions d'euros serait néanmoins débloqué.

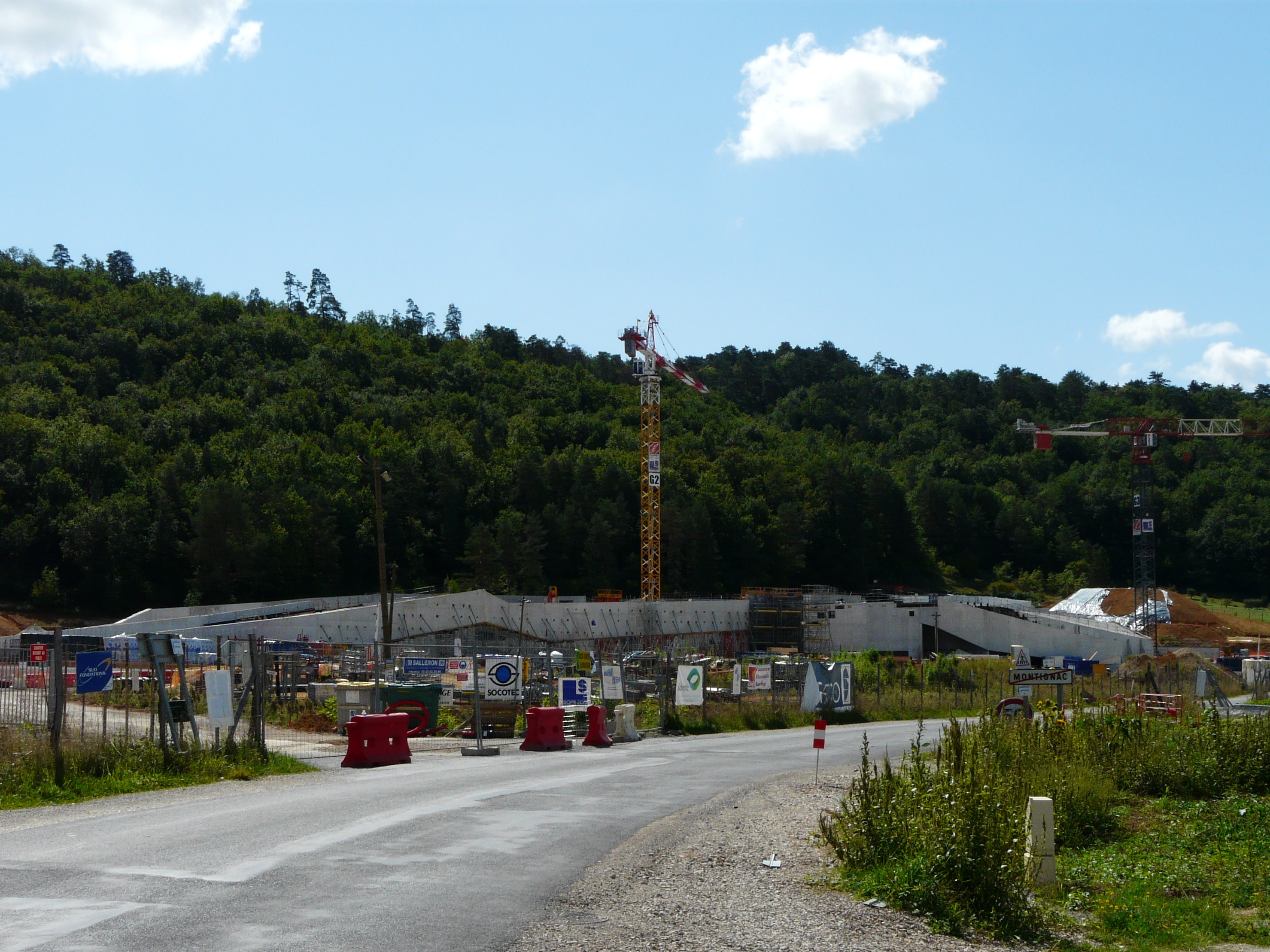
Le site de construction de Lascaux 4 en septembre 2015.

Les travaux, sous maîtrise d'ouvrage du conseil général de la Dordogne, débutent au printemps 2014 et s'achèvent mi 2016 ; l'ouverture au public est initialement prévue en juillet 2016. Parmi les mécènes figurent le Crédit agricole avec 700 000 euros, la fondation EDF (500 000 euros) et le groupe Maïsadour (300 000 euros).

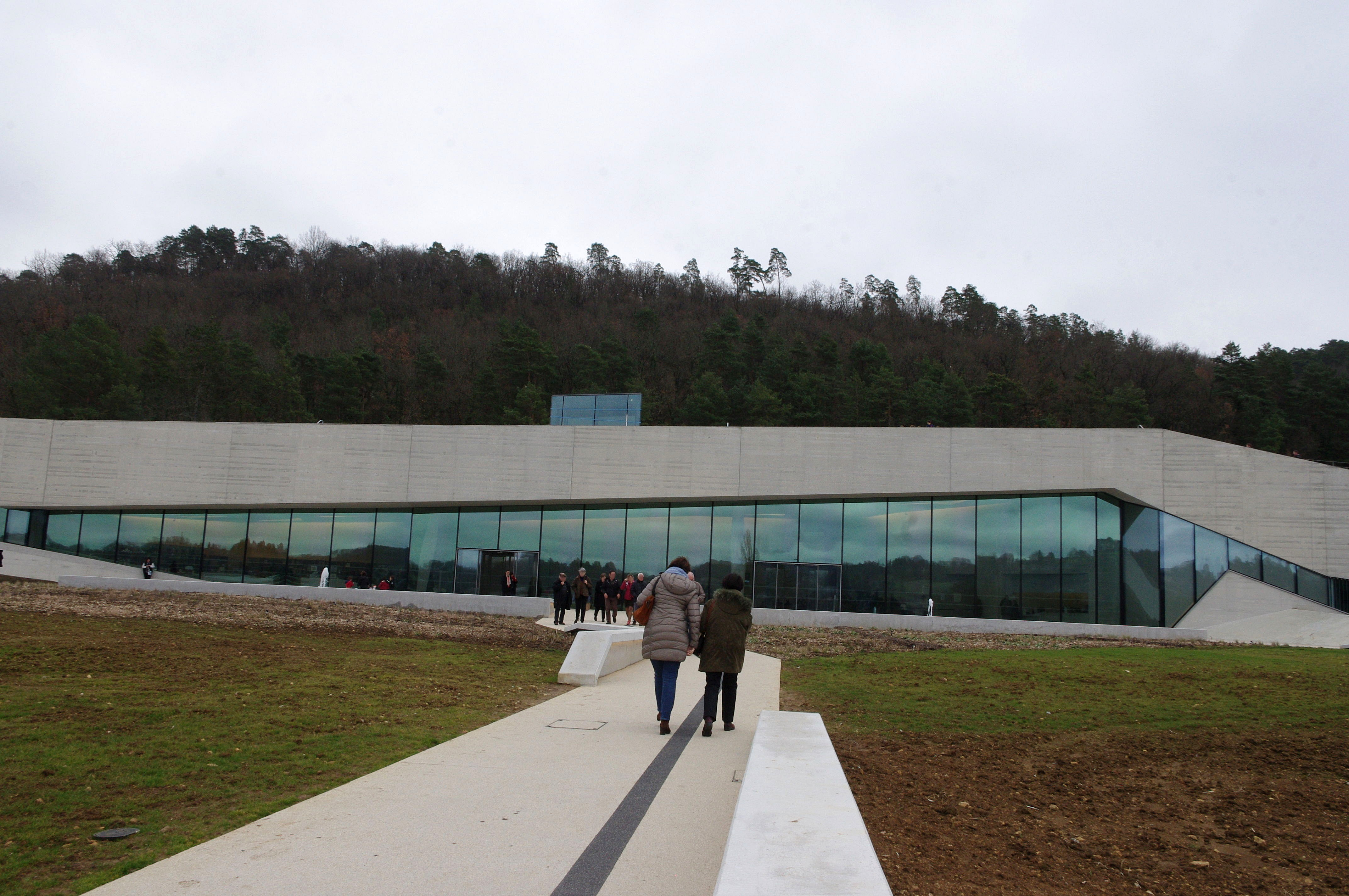
Lascaux 4, mars 2017, peu de temps après l'ouverture du site.

Concernant la construction du site, le groupe NGE a lui aussi participé au projet. Ses filiales Lagarrigue, Siorat, GTS et Sud Fondations ont contribué à la construction du célèbre projet Lascaux IV, notamment sur les travaux géotechniques, de sécurisation, d’équipement de la route et de génie civil. La réplique de la grotte fait partie de l’immense Centre international de l’Art pariétal de Montignac. Construit semi-enterré, le Centre d’art pariétal a pour objectif de sanctuariser la colline de Lascaux afin de préserver l’état d’origine de la grotte. Ainsi, le bâtiment semi-enterré ne dépasse pas la hauteur de huit mètres sur une longueur de 150 mètres. La rénovation du site a coûté au total 57 millions d’euros. L’ensemble de cette somme a été financé par l’État français, l’Europe, le département de la Dordogne et la région (Aquitaine puis Nouvelle-Aquitaine).
En septembre 2015, Germinal Peiro, le président du conseil départemental de la Dordogne, précise que contrairement aux prévisions initiales, Lascaux 4 n'ouvrira que fin 2016. Ce report est dû à des problèmes techniques successifs : découverte d'une source lors des travaux de terrassement, puis liquidation judiciaire de l'entreprise de charpentes métalliques chargée de la couverture du site, cette même société étant ensuite reprise sous forme de Scop pour l'achèvement des travaux.
En janvier 2016, l'Atelier des fac-similés du Périgord, comprenant trente-quatre personnes (« peintres, plasticiens, restaurateurs d'art, décorateurs, sculpteurs, résineurs, serruriers, infographistes et [...] informaticiens ») a réalisé en deux ans et demi trente-six panneaux représentant 900 m2 de surfaces ornées. La reproduction totale et à l'échelle de la grotte peinte est faite dans des blocs de polystyrène réalisés par fraisage numérique et assemblés en parois, leur relief est ensuite affiné et modelé à la main par des modeleurs et sculpteurs avec un enduit à base de pâte à papier, à l'aide de photos projetées sur la coque. Puis un moule en élastomère est coulé dessus et un contre-moule en résine appliqué sur le moule. Après la fabrication millimétrée de la structure métallique de support, la coque résine reconstitue la paroi grâce au « voile de pierre » (mélange d'acrylique et de poudre) qui reproduit fidèlement l’épiderme minéral de la roche sur lequel sont appliquées les patines colorées et les peintures pariétales. Les premiers panneaux en résine sont transportés sur le site définitif en février et mars 2016.
L'ouverture de Lascaux 4 au public est effective le 15 décembre 2016 conformément aux prévisions de 2015, après une inauguration anticipée le 10 décembre en présence du président de la République François Hollande, de la ministre de la Culture Audrey Azoulay et de Simon Coencas (89 ans), dernier survivant du groupe ayant pénétré dans la grotte le 12 septembre 1940.
Une visite virtuelle à partir de prises de vue panoramiques permet de se faire une idée de la réalisation.
À la mi-juillet 2019, deux ans et demi après l'ouverture, Lascaux 4 a reçu un million de visiteurs. Lors des deux mois les plus chargés, juillet et août qui représentent 60 % de son chiffre d'affaires annuel, le site emploie 128 personnes, soit le double de l'effectif permanent. Fin 2021, malgré la fermeture pendant douze mois imposée à la suite de la pandémie de Covid-19, Lascaux 4 a accueilli deux millions de visiteurs, dont 82 % de Français.
En 2022, les sites de Lascaux 2 et Lascaux 4 ont attiré ensemble 410 000 visiteurs, ce qui en fait le site touristique le plus important du département.

### La grotte de Lascaux 1/1, le jumeau virtuel
La Direction régionale des Affaires culturelles de Nouvelle-Aquitaine, Dassault Systèmes et la Cité de l'architecture et du patrimoine proposent depuis juillet 2021 une nouvelle expérimentation de réalité virtuelle à l'échelle 1/1, à Paris.
L'expérience « La grotte de Lascaux 1/1 », jumeau virtuel de la grotte originale, permet d'arpenter pour la première fois physiquement et en groupe l'intégralité de la grotte dans les conditions de l'équipe de conservation. Munis de sacs à dos et de casques de réalité virtuelle, les visiteurs sont accompagnés d'un guide conférencier pendant 45 minutes. Les utilisateurs se déplacent librement dans l'espace, et par le biais de leurs avatars, peuvent interagir entre eux.

## Représentation dans les arts

### Numismatique
La grotte de Lascaux a été représentée sur une pièce de monnaie de 10 euros dédiée à la région française de l'Aquitaine en 2011. Les euros des régions ont été émis par la Monnaie de Paris, avec chaque année un thème différent, dont les monuments en 2011.
| Valeur faciale | Avers | Revers | Graveur         | Diamètre | Poids | Épaisseur | Métaux       | Tranche | Millésime | Tirage              |
| -------------- | --- | --- | --------------- | -------- | ----- | --------- | ------------ | ------- | --------- | ------------------- |
| 10 €           | La place de la Bourse de Bordeaux, un pin des Landes et les peintures pariétales de la grotte de Lascaux. Les inscriptions « RF » et « AQUITAINE ». | La valeur faciale de 10 euros entourée de deux branches, l'une de chêne, l'autre de laurier, évoquant le sigle de l'euro ; l'inscription « Liberté Égalité Fraternité », tout autour, le tout encadré par un assemblage de traits représentant l'Hexagone. | Joaquin Jimenez | 29 mm    | 10 g  | 1.60 mm   | Argent 500 ‰ | Lisse   | 2011      | 150 000 exemplaires |

### Philatélie
Le 16 avril 1968, l'administration postale française a émis un timbre-poste d'une valeur de 1,00 franc de la « grotte préhistorique de Lascaux » représentant « les vaches du Diverticule axial ».
Un autre timbre d'une valeur de 0,88 euro représentant « un des grands taureaux de la Rotonde suivi par un cheval » est mis en vente le 29 avril 2019 (en avant-première les 26 et 27 avril à Lascaux 4). Créé par Elsa Catelin, il est nommé pour le prix du plus beau timbre de l'année 2019.